# 戴邈
戴 邈（たい ばく、生没年不詳）は、中国の晋代の官僚・学者。字は望之。本貫は広陵郡。

## 経歴
呉の太尉・西晋の会稽郡太守の戴昌の子として生まれ、兄に戴淵がいた。若くして学問を好み、とくに『史記』や『漢書』に詳しかった。弱冠にして秀才に挙げられ、まもなく太子洗馬に転じ、西陽国内史に任じられて出向した。永嘉年間、琅邪王司馬睿に召し出されて邵陵国内史を代行し、丞相軍諮祭酒をつとめ、征南軍司として出向した。学校を立てて、礼学を興すよう司馬睿に上疏して聞き入れられた。
大興4年（321年）、劉隗に代わって丹陽尹となった。永昌元年（322年）、王敦が反乱を起こすと、戴邈は左将軍の号を加えられた。王敦が官軍に大勝すると、兄の戴淵が殺害され、戴邈も連座して免官された。王敦の死後、尚書僕射に任じられた。後に在官のまま死去した。衛将軍の位を追贈された。諡は穆といった。著述は文集5巻が編纂された。
子の戴謐が後を嗣ぎ、義興郡太守や大司農を歴任した。

## 伝記資料
- 『晋書』巻69 列伝第39